# Campeonato Brasileiro de Showbol de 2013
O Campeonato Brasileiro de Showbol de 2013 foi a última edição de um campeonato da modalidade esportiva showbol a nível nacional. Este ano foi realizado nos meses de agosto e setembro na cidade de Águas de Lindóia (SP).
A equipe do Flamengo conquistou seu quarto título na competição ao vencer o São Paulo por 11 a 9.

## Regulamento
Os 12 times participantes são dividos em três grupos na primeira fase. Nela, os times jogam contra os adversários da mesma chave em turno único. Os líderes dos três grupos e o melhor segundo colocado geral avançam à semifinal. Os vencedores de cada semi, se enfrentam na final, que também é jogo único.
Cada clube pode ter apenas dois jogadores entre 30 e 35 anos, e nenhum jogador abaixo dos 30 anos.

## Direitos de transmissão

### Televisão
O canal SporTV transmite in loco todos os jogos do evento.

## Equipes participantes
| Grupo   | Equipe           | Grupo   | Equipe        | Grupo   | Equipe   |
| ------- | ---------------- | ------- | ------------- | ------- | -------- |
| Grupo A | Atlético Mineiro | Grupo B | Corinthians   | Grupo C | Botafogo |
| Grupo A | Fluminense       | Grupo B | Cruzeiro      | Grupo C | Flamengo |
| Grupo A | Palmeiras        | Grupo B | Internacional | Grupo C | Grêmio   |
| Grupo A | São Paulo        | Grupo B | Vasco da Gama | Grupo C | Santos   |

## Grupos
Em verde, equipe classificada para semi-final. Em amarelo, segundo melhor colocado.

### Grupo A
Classificação
| Time             | Pts | J | V | E | D | GF | GC | SG |
| ---------------- | --- | - | - | - | - | -- | -- | -- |
| Atlético Mineiro | 6   | 3 | 2 | 0 | 1 | 21 | 21 | 0  |
| São Paulo        | 4   | 3 | 1 | 1 | 1 | 25 | 22 | 3  |
| Fluminense       | 1   | 3 | 0 | 1 | 2 | 18 | 26 | -8 |
| Palmeiras (1)    | 0   | 3 | 2 | 0 | 1 | 24 | 19 | 5  |

(1) Palmeiras perdeu pontos entrar em campo com um goleiro de 25 anos.
Tabela de Jogos
- 29/08 - 19h - Palmeiras 5 x 6 Atlético Mineiro - Detalhes
- 29/08 - 20h - São Paulo 7 x 7 Fluminense - Detalhes
- 31/08 - 09h30m - São Paulo 10 x 6 Atlético Mineiro - Detalhes
- 31/08 - 10h30m - Palmeiras 10 x 5 Fluminense - Detalhes
- 01/09 - 09h30m - Atlético Mineiro 9 x 6 Fluminense - Detalhes
- 01/09 - 10h30m - Palmeiras 10 x 9 São Paulo - Detalhes

### Grupo B
Classificação
| Time          | Pts | J | V | E | D | GF | GC | SG |
| ------------- | --- | - | - | - | - | -- | -- | -- |
| Internacional | 7   | 3 | 2 | 1 | 0 | 20 | 15 | 5  |
| Vasco da Gama | 3   | 3 | 0 | 3 | 0 | 22 | 22 | 0  |
| Corinthians   | 2   | 3 | 0 | 2 | 1 | 20 | 21 | -1 |
| Cruzeiro      | 2   | 3 | 0 | 2 | 1 | 17 | 21 | -4 |

Tabela de Jogos
- 05/09 - 18h30m - Internacional 5 x 5 Vasco da Gama - Detalhes
- 05/09 - 19h30m - Corinthians 5 x 5 Cruzeiro - Detalhes
- 07/09 - 11h30m - Cruzeiro 7 x 7 Vasco da Gama - Detalhes
- 07/09 - 12h30m - Corinthians 5 x 6 Internacional - Detalhes
- 08/09 - 12h30m - Cruzeiro 5 x 9 Internacional - Detalhes
- 08/09 - 13h30m - Corinthians 10 x 10 Vasco da Gama - Detalhes

### Grupo C
Classificação
| Time         | Pts | J | V | E | D | GF | GC | SG |
| ------------ | --- | - | - | - | - | -- | -- | -- |
| Flamengo     | 4   | 3 | 1 | 1 | 1 | 26 | 25 | 1  |
| Santos       | 4   | 3 | 1 | 1 | 1 | 24 | 26 | -2 |
| Grêmio       | 3   | 3 | 1 | 0 | 2 | 19 | 24 | -5 |
| Botafogo (1) | 0   | 3 | 2 | 0 | 1 | 26 | 20 | 6  |

(1) Botafogo perdeu pontos por escalar 4 jogadores com idade entre 30 e 35 anos.
Tabela de Jogos
- 12/09 - 18h30m - Botafogo 11 x 5 Santos - Detalhes
- 12/09 - 19h30m - Flamengo 9 x 6 Grêmio - Detalhes
- 14/09 - 11h - Grêmio 4 x 8 Santos - Detalhes
- 14/09 - 12h - Botafogo 8 x 6 Flamengo - Detalhes
- 15/09 - 12h30m - Botafogo 7 x 9 Grêmio - Detalhes
- 15/09 - 13h30m - Flamengo 11 x 11 Santos - Detalhes

### Classificação para a semifinal
| Posição      | Time             | Pts | J | V | E | D | GF | GC | SG |
| ------------ | ---------------- | --- | - | - | - | - | -- | -- | -- |
| Melhor 1º    | Internacional    | 7   | 3 | 2 | 1 | 0 | 20 | 15 | 5  |
| 2º Melhor 1º | Atlético Mineiro | 6   | 3 | 2 | 0 | 1 | 21 | 21 | 0  |
| 3º Melhor 1º | Flamengo         | 4   | 3 | 1 | 1 | 1 | 26 | 25 | 1  |
| Melhor 2º    | São Paulo        | 4   | 3 | 1 | 1 | 1 | 25 | 22 | 3  |

## Semifinal
- 21/09 - 09h30m - Internacional 6 x 16 São Paulo - Detalhes
- 21/09 - 10h30m - Atlético Mineiro 8 x 9 Flamengo - Detalhes

## Final
- 22/09 - 13h30m - Flamengo 11 x 9 São Paulo - Detalhes

## Premiação
| Campeonato Brasileiro de Showbol 2013 |
| Rio de Janeiro                        |
| ------------------------------------- |
| Flamengo (4º Título)                  |